# Vakoun Issouf Bayo
Vakoun Issouf Bayo, né le 10 janvier 1997 à Daloa en Côte d'Ivoire, est un footballeur international ivoirien qui évolue au poste avant-centre à l'Udinese Calcio.

## Carrière

### En club

#### Dunajská Streda
Bayo rejoint le Dunajská Streda en mars 2018. Il fait ses débuts en ligue slovaque contre le ŠK Slovan Bratislava le 18 mars 2018.

#### Celtic
Bayo est recruté par le club de Premiership écossaise du Celtic en janvier 2019. Il fait ses débuts pour le Celtic contre Kilmarnock le 17 février 2019, entrant en jeu peu avant le but de Scott Brown qui donne la victoire à son équipe,.

#### Prêt au Toulouse FC
Le 12 août 2020, Bayo est prêté avec option d'achat au Toulouse FC, qui vient d'être relégué en Ligue 2, à la suite de l’arrêt précoce de la saison 2019-20 liée au Covid-19. Il fait ses débuts avec les Violets le 29 août 2020, titularisé lors de la deuxième journée de championnat contre Grenoble. Bayo réalise un doublé mais Toulouse s'incline 5-3 au Stade des Alpes. Bayo participe grandement à la très bonne saison de Toulouse avec 10 buts en 30 matchs mais échoue contre Nantes en barrage d'accession à la Ligue 1 contre le FC Nantes.

#### La Gantoise
Le 20 juillet 2021, Vakoun Bayo signe un contrat de 4 ans (soit jusqu'en 2025) à La Gantoise.
Durant la 1ere partie de la saison 2021-2022, l'ivoirien participe à 7 matches de championnat (dont 1 titularisation) mais ne marque aucun but.

#### Prêt au Sporting de Charleroi
Le 22 décembre 2021, Vakoun Bayo est prêté au Sporting de Charleroi pour 6 mois avec option d'achat.

#### Sporting de Charleroi
Le 16 mai 2022, à la suite de ses performances sur le terrain (11 buts en championnat en 16 matches joués), Vakoun Bayo s'engage définitivement au Sporting de Charleroi, les dirigeants ayant levé l'option d'achat (estimée à 1,5 million d'euros).
Il y a signé un contrat de quatre saisons (jusqu'en 2026), contrat qui ne sera effectif qu'à partir de la saison 2022-2023.

#### Watford FC
Fin juin 2022, Vakoun Bayo est transféré à Watford FC pour un montant estimé à 5 millions d'euros.

## Palmarès

### En club
| Celtic - Championnat d'Écosse (1) : - Champion : 2018-19. | Étoile sportive du Sahel - Championnat de Tunisie (1) : - Champion : 2015-16 |

En 2019, même s'il ne prend pas part à la finale de la Coupe de la Ligue écossaise, il joue un rôle dans le parcours du Celtic, ayant à son compte un but et une passe décisive contre le Partick Thistle FC en quart de finale de la compétition.